# Batterij onder Brakel
De Batterij onder Brakel is een onderdeel van de Nieuwe Hollandse Waterlinie in Brakel in de gemeente Zaltbommel. De batterij is min of meer gelijk aan de Batterij onder Poederoijen. De beide batterijen zijn kleine verdedigingswerken die het westen van de Bommelerwaard afsluiten tegen aanvallers.

## Ligging
De Batterij onder Brakel ligt aan de Waaldijk ten westen van Brakel en ten oosten van Slot Loevestein en de Wilhelminasluis in de Afgedamde Maas. Ten zuiden van het fort zijn diverse militaire sluizen die noodzakelijk waren voor de inundatie van het voorterrein. 
Het werk ligt aan de Nieuwedijk. Samen met Batterij onder Poederoijen vormden zij de Tussenstelling aan de Nieuwedijk. In 1487 werd een overeenkomst gesloten tussen Brakel en Poederoijen om samen de nieuwe dijk aan te leggen als scheiding tussen het polderdistrict Bommelerwaard beneden de Meidijk en de buitenpolder Munnikenland. De dijk is diverse malen doorbroken en dit is nog zichtbaar aan de wielen tegen de dijk. De Tussenstelling maakte een betere verdediging mogelijk van Slot Loevestein en de vestingstad Woudrichem en maakte aanpassingen aan deze laatste twee minder urgent.

## Beschrijving
Het fortterrein is ongeveer vijf hectare groot. Het heeft aan de keel- of achterzijde een relatief recht beloop en het grondplan lijkt daarom op een hoofdletter 'D'. Het geheel is omgeven door een natte gracht en het forteiland is omringd met aarden wallen. In het midden ligt de kazerne. Dit bomvrije bakstenen gebouw is omstreeks 1880 gebouwd. Het is aan de oostzijde, van waar de vijand werd verwacht, afgedekt met aarde. Deze afdekking moest zorgen voor camouflage en bescherming tegen artillerie. De kazerne telt drie verdiepingen. In de kelder zijn twee regenwater reservoirs en twee manschappenverblijven. Deze laatste komen ook op de begane grond terug, samen met de keuken en magazijnen voor voedsel en munitie. De munitiekamers zitten recht onder de remises voor de kanonnen op de bovenste verdieping. Er is een lift voor het transport van munitie vanuit de magazijnen naar de kanonnen.
In de directe omgeving liggen nog twee betonnen groepsschuilplaatsen uit 1916, deze boden acht man bescherming tijdens bombardementen en beschietingen. In 1939 volgden nog twee exemplaren van een nieuwer type. De bergloods en fortwachterswoning op het fort zijn in de jaren vijftig geheel tot gedeeltelijk verdwenen. Na vele jaren van leegstand verviel in 1956 de militaire functie van de batterij.
In 2008 kwam de Stichting Behoud Waterlinie Bommelerwaard met plannen voor restauratie en herbestemming van de batterijen die in 2012 zijn uitgevoerd.